# آلکایوس

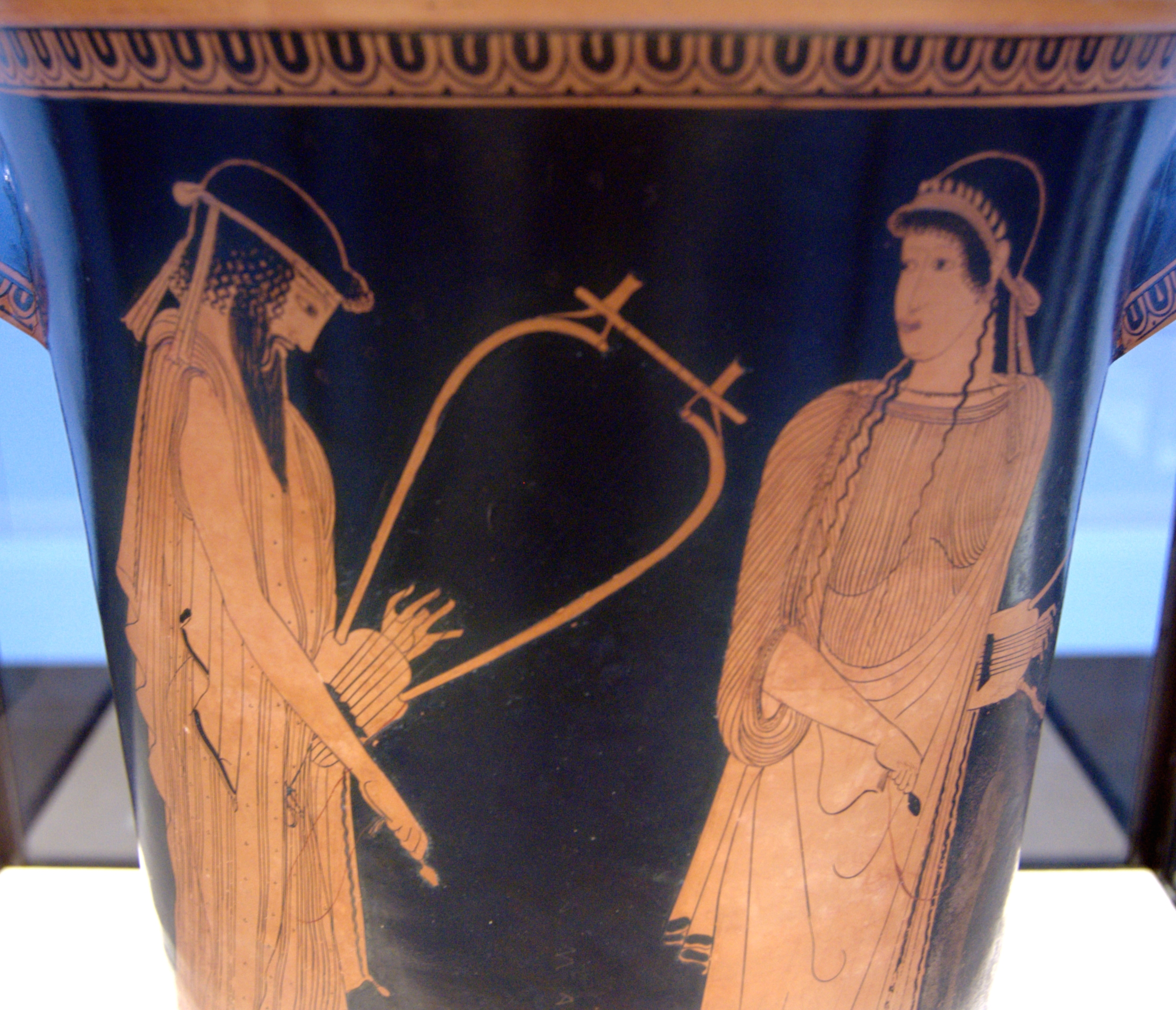
آلکایوس و سافو.

آلکایوس موتیلنه‌ای (به یونانی: Ἀλκαῖος) (حدود ۶۲۰ - سده ششم پیش از میلاد) از شاعران غنایی یونان باستان و از اهالی جزیره لسبوس بود. او به خاطر ابداع وزن چهاروتدی چهارخطی که به نام او وزن آلکایی نامیده می‌شود معروف است.
آلکایوس در فهرست دانشوران هلنی اسکندریه به عنوان یکی از ۹ شاعر غِنایی نامیده شده است. آلکایوس از معاصران پیرتر سافو بود و سروده‌هایی را با او رد و بدل می‌کرد. گفته شده که آلکایوس و سافو او رابطه عاشق و معشوقی داشته‌اند.